# Radiação ionizante

Símbolo internacional de presença de radiação ionizante.

Radiação ionizante é a radiação que possui energia suficiente para ionizar átomos e moléculas, ou seja, é capaz de arrancar um elétron de um átomo ou molécula. A radiação ionizante pode ser classificada como diretamente ionizante, quando composta por partículas carregadas, como elétrons, pósitrons, prótons, alfas e indiretamente ionizante quando composta por partículas sem carga elétrica, como fótons (raios X e raios gama) e nêutrons. No caso dos nêutrons, a ionização é produzida pela partícula carregada que se origina da interação deste com a matéria. A energia mínima típica da radiação ionizante é cerca de 10 eV.

## História
Os estudos sobre a radiação ionizante tiveram início no final do século XIX.
Em 1895 o físico alemão Wilhelm Conrad Roentgen, estudava os raios catódicos (que, posteriormente, foram identificados como sendo elétrons), utilizando para isso um tubo de Crookes modificado. Os raios catódicos atravessavam uma janela fina de alumínio na extremidade do tubo e provocavam uma luminescência em um anteparo especial. O que Roentgen notou, foi que afastando o anteparo, a luminescência ainda podia ser vista a uma distância de 2 m do tubo. Além disso, quando objetos, como um livro, eram colocados na frente do tubo, a luminescência ainda persistia, indicando que não podia ser causada pelos raios catódicos, pois estes eram pouco penetrantes. Em função de sua natureza desconhecida, Roentgen batizou o novo fenômeno como raios X. Em 1901, Roentgen recebeu o prêmio nobel de física.
Um ano depois, em 1896, o físico francês Antoine Henri Becquerel, estava estudando a fosforescência do sulfato de urânio e potássio, um sal de urânio. Os experimentos consistiam em expor o composto ao sol, juntamente com um filme fotográfico envolto em um papel opaco e, posteriormente, revelar este filme. Num dia sem sol, Becquerel deixou um pouco deste material sobre o filme envolto no papel opaco guardado em uma gaveta. Posteriormente, ele revelou o filme e, para sua surpresa, verificou que havia uma mancha muito escura no local em que o sal havia ficado. Em uma comunicação à Academia de Ciências de Paris, Becquerel anuncia que o fenômeno era devido a raios emanados espontaneamente pelo material, com propriedades similares aos raios X, tendo assim descoberto a radioatividade natural.
Em 1891, a polonesa Maria Salomea Sklodowska vem à Paris para estudar na Sorbone. Após seu casamento com o físico Pierre Curie, passa a se chamar Marie Curie. Em 1897, começa a estudar os raios de Becquerel. Descobriu que o tório também emitia raios semelhantes ao do urânio e propõe o termo radioatividade. Em 1898 ela e seu marido Pierre, isolam a partir do mineral pechblenda, dois novos elementos radioativos, o polônio e o rádio. O prêmio nobel de física de de 1903 foi divido entre Marie Curie, Pierre Currie e Becquerel.

## Efeitos biológicos

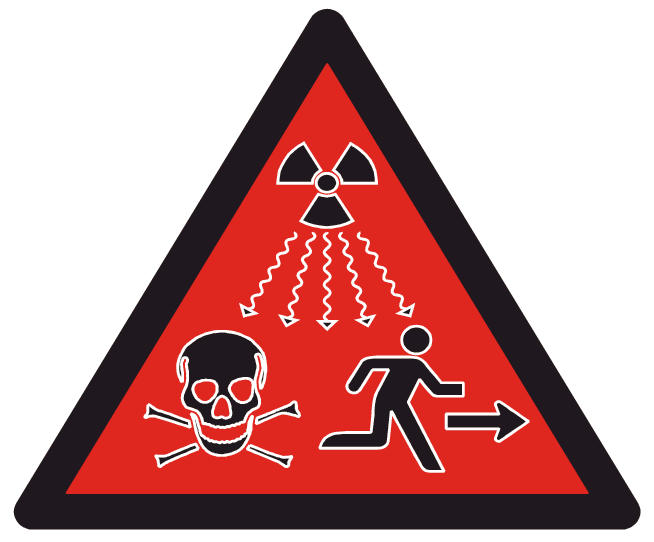
Novo símbolo (ISO 21482 - 2007) para uso em fontes radioativas extremamente perigosas.

Os efeitos biológicos da radiação podem ser classificados quanto ao mecanismo de ação: direto ou indireto.
- Mecanismo direto: ocorre quando a radiação age sobre uma biomolécula importante como o ADN (em inglês DNA), principal constituinte dos cromossomos do núcleo da célula. A radiação pode danificar a molécula de ADN e isso pode levar a aberrações cromossômicas;[11][12]
- Mecanismo indireto: ocorre quando a radiação age na molécula da água, que compõe cerca de 70% das células. A molécula da água é quebrada (radiólise) e formam-se radicais livres como a hidroxila (OH) e produtos oxidantes como o peróxido de hidrogênio (água oxigenada). Estes produtos são muito reativos e atacam moléculas importantes para o funcionamento celular como o ADN.[11][12]

É importante salientar que os organismos vivos possuem mecanismos de reparo do ADN, porém se o número de danos for muito alto ou se houver alguma falha no reparo, danos irreversíveis podem surgir. Os efeitos biológicos podem ainda ser classificados quanto a sua natureza, em reações teciduais e efeitos estocásticos.
- Reações teciduais: (também conhecidos como efeitos não estocásticos ou determinísticos), ocorrem quando uma alta dose de radiação causa a morte celular de um número muito grande de células de um determinado tecido ou órgão a ponto do mesmo ficar com seu funcionamento prejudicado.[11]
- Efeitos estocásticos: são alterações que surgem nas células normais, sendo os principais o efeito cancerígeno e o efeito hereditário. O primeiro ocorre em células somáticas, ou seja o câncer ocorre na pessoa que recebeu a radiação, e o último em células germinativas, portanto pode ter seu efeito passado para os descendentes de quem foi irradiado. Os efeitos estocásticos são probabilísticos, portanto não aparecem em todas as pessoas irradiadas. Diferentemente das reações teciduais (descrito acima), os efeitos estocásticos podem ser causados por qualquer dose de radiação, alta ou baixa.[11]

## Detectores de radiação
Um detector de radiação é um dispositivo que, quando colocado em um meio onde exista um campo de radiação, seja capaz de indicar a sua presença.

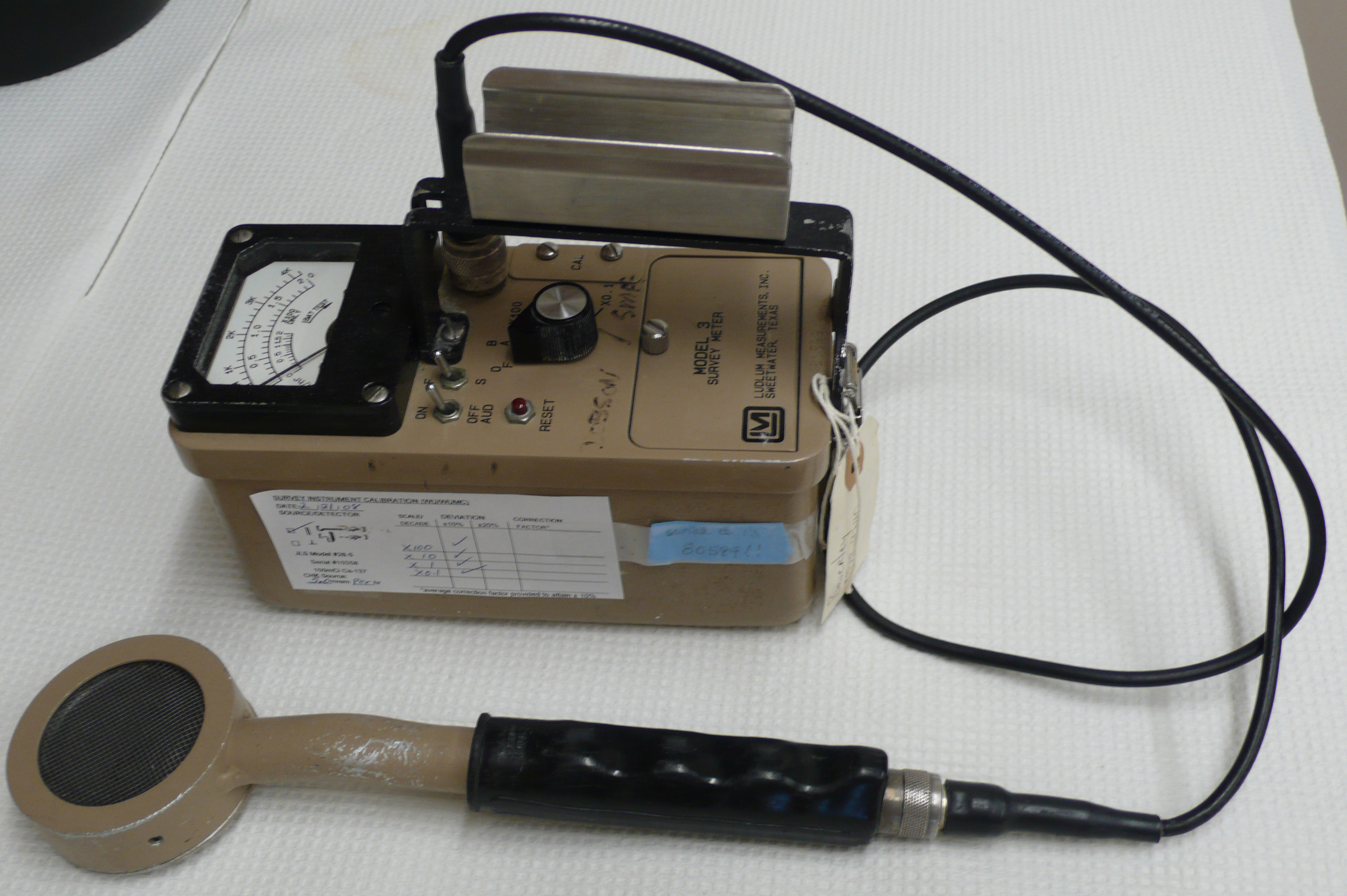
Contador Geiger-Müller, um exemplo de detector de radiação ionizante.

Existem diversos processos pelos quais os diferentes tipos de radiações podem interagir com o meio material utilizado para medir essas radiações. Alguns desses processos envolvem a geração de cargas elétricas, a geração de luz, a sensibilização de películas fotográficas, a criação de traços (buracos) no material, a geração de calor e alterações da dinâmica de certos processos químicos. Pode-se citar alguns tipos de detectores de radiação:
- Câmara de ionização
- Contador Geiger-Müller
- Contador proporcional a gás
- Detector a cintilação
- Detector semicondutor

## Grandezas e unidades
As medições da radiação ionizante são feitas utilizando-se a própria radiação ou os efeitos e subprodutos de sua interação com a matéria. As dificuldades de medição estão associadas a natureza da radiação, pois ela é invisível, inodora, insípida, inaudível e indolor.
Pode-se citar algumas grandezas e unidades usadas na medição da radiação:
- Exposição: é uma grandeza definida apenas para os raios X e raios gama interagindo no ar, e mede a quantidade de carga elétrica produzida por ionização no ar, por unidade de massa do ar. A unidade do Sistema Internacional de Unidades (SI) usada nesta medição é o coulomb por quilograma (C/kg) e a unidade anteriormente usada era o Roentgen (R).
- Dose absorvida: é a energia média cedida pela radiação ionizante à matéria por unidade de massa dessa matéria. A unidade do SI usada é o gray (Gy) e a unidade anteriormente usada era o rad.
- Dose equivalente: para uma mesma dose absorvida, o efeito biológico pode ser maior ou menor dependendo do tipo da radiação. A dose equivalente leva isso em conta, multiplicando-se a dose absorvida por um fator numérico adimensional chamado fator de qualidade. A unidade do SI usada é o sievert (Sv) e a unidade anteriormente usada era o rem.
- Atividade: a atividade de uma amostra radioativa é o número de desintegrações nucleares de seus átomos por unidade de tempo. A unidade do SI usada é o becquerel (Bq) e a unidade anteriormente usada era o curie (Ci).

## Aplicações da radiação

A radiação alfa é constituída por núcleos de hélio e pode ser detida por uma folha de papel. A radiação beta é constituída por elétrons e pode ser detida por uma folha de alumínio. A radiação gama é constituída por ondas eletromagnéticas e é parcialmente absorvida ao penetrar em um material denso.

As aplicações da radiação ionizante são inúmeras, pode-se citar algumas:

### Aplicações industriais
Algumas aplicações industriais que utilizam a radiação ionizante produzida por fontes radioativas ou aceleradores de partículas são:
- Esterilização por irradiação: neste processo são usados raios X e gama de alta energia, produzidos por fontes como o 60Co ou aceleradores lineares com o intuito de destruir micro-organismos nocivos.[16] Isso pode ser feito para materiais hospitalares (como seringas, algodão, sutura) mas também pode ser usado para irradiação de alimentos, diminuindo a contaminação por micro-organismos ou inibindo o brotamento. Neste caso é importante notar que não há contato dos alimentos com o material radioativo, inexistindo a possibilidade de contaminação.[17]
- Modificação de materiais por irradiação: é possível alterar ou melhorar a coloração de gemas para uso em joias, como água marinha, topázio, quartzo e turmalina.[18][19] Plásticos também podem ser irradiados por elétrons tendo suas propriedades melhoradas através de reações de reticulação, como por exemplo a isolação de cabos elétricos.[20]
- Controle de processos usando fontes radioativas: fontes radioativas seladas (ou seja, seladas de forma rígida e inviolável) podem ser usadas para monitorar a espessura de filmes e o nível de fluídos em envasamentos.
- Radiografia com fontes gama: quando é necessário verificar a integridade de materiais e equipamentos em campo de forma não destrutiva, mas onde não seja possível o uso de um aparelho de raios X, pode-se utilizar fontes radioativas seladas, emissoras de raios gama como o 192Ir.

### Aplicações na medicina
No início do século XX, quando ainda não havia maiores estudos sobre os efeitos da radiação ionizante no corpo humano, uma série de terapias com elementos radioativos (especialmente urânio, rádio e radônio) foram propostas e até mesmo comercializadas. A radiação emitida pelo rádio, por exemplo, era usada para tratar certas doenças como o lupus, câncer e doenças do sistema nervoso, embora o próprio Pierre Curie em 1903 já alertava para efeitos nocivos dessas radiações. Nos Estados Unidos, apenas a partir da década de 1930 foram tomadas medidas para proibir o uso de produtos com substâncias radioativas prejudiciais à saúde. A despeito disso, até a década de 1940, uma empresa americana ainda comercializava medicamentos na forma de pomadas, comprimidos e supositórios contendo elementos radioativos.
De uma maneira geral, as aplicações das radiações ionizantes na medicina compreendem um campo genericamente denominado radiologia, que por sua vez compreendem:
- Radioterapia: utiliza a radiação ionizante principalmente para o tratamento de tumores, induzindo a morte celular desses tecidos. Pode ser realizada com a fonte de radiação situada fora do paciente (teleterapia) ou ainda com fontes seladas introduzidas muito próximas a lesão (braquiterapia).[12][15] No caso da teleterapia, aceleradores lineares de elétrons com energia entre 5 e 30 MeV são as principais máquinas para radioterapia (em 2008 existiam aproximadamente 5 000 destes no mundo). Nessas máquinas, os raios X são produzidos quando os elétrons acelerados atingem um alvo de metal pesado.[23]
- Radiologia diagnóstica: utiliza a radiação ionizante para a obtenção de imagens do interior do corpo, usando filmes fotográficos, telas fluoroscópicas ou detectores de radiação sensíveis à posição, nesse caso a informação principal é anatômica. Pode-se destacar a radiografia convencional e a tomografia computadorizada.[12] O uso da radiografia é muito comum, sendo que na Rússia 50% da população está sujeita a eles[24] e nos EUA os raios-X são utilizados em mais de metade dos diagnósticos para determinar a extensão de uma doença ou lesão.[25][26]
- Medicina nuclear: utiliza radionuclídeos para o diagnóstico e tratamento de doenças. Os radionuclídeos possuem meia-vida curta e são injetados no paciente. No caso do diagnóstico, a informação principal está relacionada ao metabolismo e fisiologia.[12] No caso do tratamento, os radionuclídeos mais usados são: 131I, 32P, 89Sr e 153Sm.[27] Caso medidas adequadas de segurança sejam adotadas, a contaminação por radionuclídeos em hospitais deve ser mínima. No entanto, Ho & Shearer,[28] ao analisarem a contaminação em sanitários próximos aos laboratórios que utilizam radiação, recomendaram que sejam designados sanitários especiais a pacientes realizando tratamento radioativo, presumivelmente para evitar contaminação dos outros pacientes.

### Aplicações em tratamento de água e esgoto
A radiação ionizante também é utilizada para tratamento de água e de resíduos, especialmente resíduos com presença significativa de microrganismos infecciosos e contaminados com componentes químicos tóxicos. Existem três tipos de tecnologias frequentemente utilizadas para esse fim: irradiadores gama, feixe de elétrons e radiação ultravioleta.  
- Irradiadores gama: funcionam com cobalto-60 e seguem o mesmo princípio da esterilização de produtos médicos ou alimentos, mas são aplicados em estações de tratamento de esgoto; a irradiação por cobalto-60 é capaz de eliminar parasitas e microrganismos, mas não altera a composição química dos resíduos tratados.[29][30]
- Feixes de elétrons: são usados principalmente para a redução de contaminantes químicos, no tratamento e remediação de solos contaminados e de resíduos industriais. Esse tipo de radiação gera os radicais livres OH e H ao interagir com a água e seus poluentes. Estes radicais, ao entrarem em contato com as moléculas da água poluída, promovem a degradação química dos compostos orgânicos em questão de segundos. A dose de radiação a ser aplicada varia conforme a composição dos resíduos. [29][30] O tratamento de efluentes com feixes de elétrons também mostrou resultados positivos para a remoção de agrotóxicos e fármacos antidepressivos e antibióticos. [31][32]
- Radiação ultravioleta: é utilizada como um método de tratamento de água, sendo uma alternativa ao tratamento por cloro. [30]

No Brasil, o IPEN desenvolveu uma unidade móvel de tratamento de efluentes industriais que contém um acelerador de elétrons .

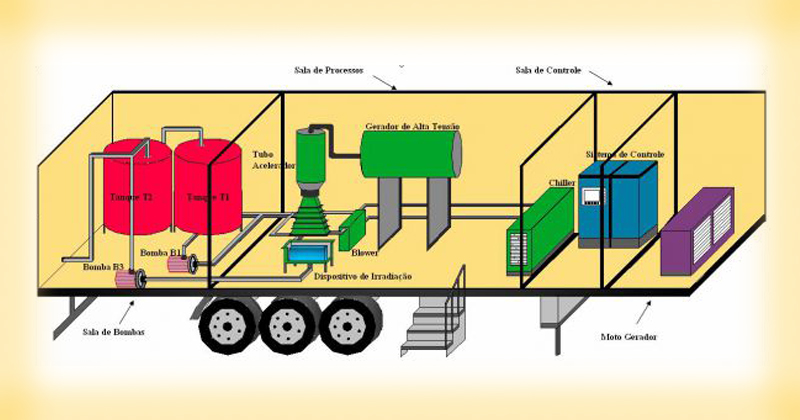
Esquema de uma unidade móvel contendo um acelerador de elétrons. Ilustração: Divulgação / Ipen

## Radiação de fundo
Os níveis naturais de radiação ionizante constituem a chamada radiação de fundo. Sua existência se deve à presença de radionuclídeos, tais como 40K, 238U e 232Th na atmosfera, hidrosfera e litosfera, e aos raios cósmicos, que atingem a Terra vindos do espaço. Uma porção menos importante da radiação de fundo é devida a radionuclídeos de meia-vida curta formados nas camadas superiores da atmosfera e na interação de gases atmosféricos com raios cósmicos.
Diferentes tipos de rocha emitem diferentes intensidades de radiação, e alguns radionuclídeos, em especial o 40K, são encontrados em organismos vivos.
A ação antrópica pode modificar essa radiação de três maneiras principais: redistribuindo radionuclídeos artificiais, liberando no ambiente os radionuclídeos resultantes da produção de energia por fissão nuclear e também, pela produção, uso e descarte de radionuclídeos, artificiais e naturais, na ciência, medicina e indústria.